# Campeonato Sudanês de Futebol
O Campeonato Sudanês de Futebol ou Sudan Premier League (em árabe: الدوري السوداني الممتاز‎; em português: Primeira Liga do Sudão) é a principal divisão do futebol da Sudão.

## Campeões
| ano                 | campeão           | vice                   |                |                |                |
| Década de 1960      | Década de 1960    | Década de 1960         | Década de 1960 | Década de 1960 | Década de 1960 |
| ------------------- | ----------------- | ---------------------- | -------------- | -------------- | -------------- |
| 1965                | Al-Hilal          | Al-Shati               |                |                |                |
| 1966                | Al-Hilal          | Al-Merrikh             |                |                |                |
| 1967 Não houve      |                   |                        |                |                |                |
| 1968                | Al-Mourada        | Al-Hilal               |                |                |                |
| 1969                | Burri             | Al-Merrikh             |                |                |                |
| Década de 1970      |                   |                        |                |                |                |
| 1970                | Al-Hilal          | Al-Ahli Wad Madani     |                |                |                |
| 1971                | Al-Merrikh        | Al-Hilal               |                |                |                |
| 1972                | Al-Merrikh        | Al-Hilal               |                |                |                |
| 1973                | Al-Hilal          | Al-Merrikh             |                |                |                |
| 1974                | Al-Merrikh        | Al-Hilal               |                |                |                |
| 1975-1976 Não houve |                   |                        |                |                |                |
| 1977                | Al-Merrikh        | Al-Hilal               |                |                |                |
| 1978-1980 Não houve |                   |                        |                |                |                |
| Década de 1980      |                   |                        |                |                |                |
| 1981                | Al-Hilal          | Hay Al-Arab            |                |                |                |
| 1982                | Al-Merrikh        | Al-Ahli Wad Madani     |                |                |                |
| 1983                | Al-Hilal          | Al-Merrikh             |                |                |                |
| 1984                | Al-Hilal          | Al-Merrikh             |                |                |                |
| 1985                | Al-Merrikh        | Al-Merreikh Al-Ubayyid |                |                |                |
| 1986                | Al-Hilal          | Al-Merrikh             |                |                |                |
| 1987                | Al-Hilal          | Al-Mourada             |                |                |                |
| 1988                | Al-Mourada        | Al-Merrikh             |                |                |                |
| 1989 Não houve      |                   |                        |                |                |                |
| Década de 1990      |                   |                        |                |                |                |
| 1990                | Al-Merrikh        | Al-Mourada             |                |                |                |
| 1991                | Al-Hilal          | Al-Merrikh             |                |                |                |
| 1992                | Al-Hilal Al-Sahil | Al-Merrikh             |                |                |                |
| 1993                | Al-Merrikh        | Al-Hilal               |                |                |                |
| 1994                | Al-Hilal          | Al-Merrikh             |                |                |                |
| 1995                | Al-Hilal          | Al-Mourada             |                |                |                |
| 1996                | Al-Hilal          | Al-Mourada             |                |                |                |
| 1997                | Al-Merrikh        | Al-Mourada             |                |                |                |
| 1998                | Al-Hilal          | Al-Merrikh             |                |                |                |
| 1999                | Al-Hilal          | Hay Al-Arab            |                |                |                |
| Década de 2000      |                   |                        |                |                |                |
| 2000                | Al-Merrikh        | Al-Hilal               |                |                |                |
| 2001                | Al-Merrikh        | Al-Hilal               |                |                |                |
| 2002                | Al-Merrikh        | Al-Hilal               |                |                |                |
| 2003                | Al-Hilal          | Al-Merrikh             |                |                |                |
| 2004                | Al-Hilal          | Al-Merrikh             |                |                |                |
| 2005                | Al-Hilal          | Al-Merrikh             |                |                |                |
| 2006                | Al-Hilal          | Al-Merrikh             |                |                |                |
| 2007                | Al-Hilal          | Al-Merrikh             |                |                |                |
| 2008                | Al-Merrikh        | Al-Hilal               |                |                |                |
| 2009                | Al-Hilal          | Al-Merrikh             |                |                |                |
| Década de 2010      |                   |                        |                |                |                |
| 2010                | Al-Hilal          | Al-Merrikh             |                |                |                |
| 2011                | Al-Merrikh        | Al-Hilal               |                |                |                |
| 2012                | Al-Hilal          | Al-Merrikh             |                |                |                |
| 2013                | Al-Merrikh        | Al-Hilal               |                |                |                |
| 2014                | Al-Hilal          | Al-Merrikh             |                |                |                |
| 2015                | Al-Merrkh         | Al-Hilal               |                |                |                |
| 2016                | Al-Hilal          | Al-Merrikh             |                |                |                |
| 2017                | Al-Hilal          | Al-Merrikh             |                |                |                |
| 2018                | Al-Hilal          | Al-Merrikh             |                |                |                |
| 2019                | Al-Merrikh        | Al-Hilal               |                |                |                |
| Década de 2020      |                   |                        |                |                |                |
| 2020                | Al-Merrikh        | Al-Hilal               |                |                |                |
| 2021                | Al-Hilal          | Al-Merrikh             |                |                |                |

## Performance por clube
| Clube                  | Cidade      | Títulos | Vices | último título |
| ---------------------- | ----------- | ------- | ----- | ------------- |
| Al-Hilal               | Ondurmã     | 27      | 14    | 2018          |
| Al-Merrikh             | Ondurmã     | 17      | 24    | 2019          |
| Al-Mourada             | Ondurmã     | 2       | 5     | 1988          |
| Burri SC               | Cartum      | 1       | 0     | 1969          |
| Hilal Alsahil SC       | Porto Sudão | 1       | 0     | 1992          |
| Hay Al-Arab SC         | Porto Sudão | 0       | 2     | 0             |
| Al-Shati SC            | Atbara      | 0       | 1     | 0             |
| Al-Ahli SC             | Wad Madani  | 0       | 1     | 0             |
| Al-Merreikh Al-Ubayyid | Al-Ubayyid  | 0       | 1     | 0             |

## Participações na CAF

### Champions Liegue
| Clube             | N° | Anos |
| ----------------- | -- | --- |
| Al-Hilal          | 32 | 1966, 1967, 1970, 1974, 1982, 1984, 1985, (1987), 1988, 1990, (1992), 1995, 1996, 1997, 1999, 2000, 2004, 2005, 2006, 2007, 2008, 2009, 2010, 2011, 2012, 2013, 2014, 2015, 2016, 2017, 2018, 2019. |
| Al-Merrikh        | 23 | 1971, 1973, 1975, 1978, 1983, 1986, 1991, 1994, 1998, 2001, 2002, 2003, 2009, 2010, 2011, 2012, 2013, 2014, 2015, 2016, 2017, 2018, 2019.                                                           |
| Al-Mourada        | 2  | 1968, 1989 |
| Burri SC          | 1  | 1969 |
| Al-Hilal Al-Sahil | 1  | 1993 |